# 72e parallèle sud
Pour les articles homonymes, voir 72e parallèle.
En géographie, le 72e parallèle sud est le parallèle joignant les points de la surface de la Terre dont la latitude est égale à 72° sud.

## Géographie

### Dimensions
Dans le système géodésique WGS 84, au niveau de 72° de latitude sud, un degré de longitude équivaut à 34,504 km ; la longueur totale du parallèle est donc de 12 421 km, soit environ 31 % de celle de l'équateur. Il en est distant de 7 992 km et du pôle Sud de 2 010 km,.

### Régions traversées
Le 72e parallèle sud passe au-dessus de l'Antarctique sur plus de la moitié de sa longueur, le reste étant situé sur l'océan Austral.
Le tableau ci-dessous résume les différentes zones traversées par le parallèle :
| Zone          | Début                 | Fin                   | Longueur (km) |
| ------------- | --------------------- | --------------------- | ------------- |
| Antarctique   | 72° 00′ S, 10° 54′ O  | 72° 00′ S, 68° 06′ E  | 2 726         |
| Océan Austral | 72° 00′ S, 68° 06′ E  | 72° 00′ S, 69° 46′ E  | 58            |
| Antarctique   | 72° 00′ S, 69° 46′ E  | 72° 00′ S, 170° 15′ E | 3 467         |
| Océan Austral | 72° 00′ S, 170° 15′ E | 72° 00′ S, 102° 11′ O | 3 021         |
| Antarctique   | 72° 00′ S, 102° 11′ O | 72° 00′ S, 99° 53′ O  | 79            |
| Océan Austral | 72° 00′ S, 99° 53′ O  | 72° 00′ S, 99° 44′ O  | 5             |
| Antarctique   | 72° 00′ S, 99° 44′ O  | 72° 00′ S, 99° 24′ O  | 12            |
| Océan Austral | 72° 00′ S, 99° 24′ O  | 72° 00′ S, 99° 21′ O  | 2             |
| Antarctique   | 72° 00′ S, 99° 21′ O  | 72° 00′ S, 99° 08′ O  | 7             |
| Océan Austral | 72° 00′ S, 99° 08′ O  | 72° 00′ S, 98° 47′ O  | 12            |
| Antarctique   | 72° 00′ S, 98° 47′ O  | 72° 00′ S, 98° 14′ O  | 19            |
| Océan Austral | 72° 00′ S, 98° 14′ O  | 72° 00′ S, 97° 51′ O  | 13            |
| Antarctique   | 72° 00′ S, 97° 51′ O  | 72° 00′ S, 97° 21′ O  | 17            |
| Océan Austral | 72° 00′ S, 97° 21′ O  | 72° 00′ S, 97° 08′ O  | 7             |
| Antarctique   | 72° 00′ S, 97° 08′ O  | 72° 00′ S, 96° 07′ O  | 35            |
| Océan Austral | 72° 00′ S, 96° 07′ O  | 72° 00′ S, 75° 07′ O  | 725           |
| Antarctique   | 72° 00′ S, 75° 07′ O  | 72° 00′ S, 73° 30′ O  | 56            |
| Océan Austral | 72° 00′ S, 73° 30′ O  | 72° 00′ S, 70° 51′ O  | 91            |
| Antarctique   | 72° 00′ S, 70° 51′ O  | 72° 00′ S, 68° 23′ O  | 85            |
| Océan Austral | 72° 00′ S, 68° 23′ O  | 72° 00′ S, 66° 42′ O  | 58            |
| Antarctique   | 72° 00′ S, 66° 42′ O  | 72° 00′ S, 62° 06′ O  | 159           |
| Océan Austral | 72° 00′ S, 62° 06′ O  | 72° 00′ S, 10° 54′ O  | 1 767         |
| Antarctique   | 72° 00′ S, 10° 54′ O  | 72° 00′ S, 68° 06′ E  | 2 726         |